# Choiromyces
Choiromyces es un género de hongos con aspecto de trufa de la familia de las tuberáceas. Contiene cinco especies de amplia distribución.

## Especies
- Choiromyces aboriginum
- Choiromyces alveolatus
- Choiromyces cookei
- Choiromyces meandriformis Vittad. - turma de las Landas[2]
- Choiromyces tetrasporus[3]